# Persone di nome Mario/Militari
| Questa pagina contiene informazioni ricavate automaticamente dalle voci biografiche con l'ausilio del template Bio e di un bot. L'aggiornamento è periodico e automatico e ricostruisce completamente la pagina. Se manca una persona in questa lista, sei pregato di non aggiungerla, ma accertati piuttosto che la sua voce biografica contenga il template Bio e che i dati anagrafici siano correttamente compilati. Se il template Bio manca, inseriscilo tu stesso o, in alternativa, metti l'avviso {{tmp\|Bio}} che ne segnala la mancanza. Se i dati riportati sono sbagliati, correggi direttamente la voce biografica; le modifiche saranno visibili in questa lista entro pochi giorni. Per chiarimenti vedi il progetto antroponimi. La lista contiene solo le 85 persone che sono citate nell'enciclopedia e per le quali è stato implementato correttamente il template Bio. Pagina aggiornata al 6 giu 2025. |

Questa è una lista di persone presenti nell'enciclopedia che hanno il nome Mario e sono militari.

## A(6)
- Mario Allegretti, militare e partigiano italiano (Vignola, n. 1919 - Saltino, † 1945)
- Mario Anelli, militare, aviatore e fotografo italiano (Casalmorano, n. 1903 - Mediterraneo Orientale, † 1941)
- Mario Aramu, militare e aviatore italiano (Cagliari, n. 1900 - Cieli della Marmarica, † 1940)
- Mario Argenton, militare e partigiano italiano (Este, n. 1907 - Roma, † 1992)
- Mario Arillo, militare italiano (La Spezia, n. 1912 - La Spezia, † 2000)
- Mario Arlotta, militare, diplomatico e politico italiano (Napoli, n. 1879 - Roma, † 1946)

## B(3)
- Mario Bertini, militare italiano (Pistoia, n. 1915 - Brihuega, † 1937)
- Mario Bonini, militare italiano (Cellio, n. 1910 - Campagna italiana di Grecia, † 1941)
- Mario Bonzano, ufficiale e aviatore italiano (Cantalupo, n. 1906 - Alassio, † 1975)

## C(8)
- Mario Calderini, militare italiano (Reggio nell'Emilia, n. 1885 - Lechemti, † 1936)
- Mario Ceccaroni, militare italiano (Recanati, n. 1897 - Dras e Cais, † 1941)
- Mario Cenzi, militare e aviatore italiano (San Vito di Leguzzano, n. 1912 - Sarriòn, † 1938)
- Mario Cerciello Rega, militare italiano (Somma Vesuviana, n. 1984 - Roma, † 2019)
- Mario Chiesa, militare e prefetto italiano (Marcignago, n. 1898 - Mornago, † 1938)
- Mario Ciliberto, ufficiale italiano (Crotone, n. 1904 - Mar Mediterraneo, † 1940)
- Mario Codermatz, militare italiano (Trieste, n. 1914 - Passo Mardà, † 1941)
- Mario Cucca, militare italiano (Orgosolo, n. 1894 - Noarì, † 1937)

## D(1)
- Mario D'Agostini, ufficiale e aviatore italiano (San Giorgio di Nogaro, n. 1914 - Cirenaica, † 1942)

## F(8)
- Mario Fabbriani, militare italiano (Sasso Marconi, n. 1886 - Loma del Portillo, † 1937)
- Mario Fasulo, militare italiano (San Massimo all'Adige, n. 1912 - Goibo, † 1937)
- Mario Fiore, militare italiano (Napoli, n. 1886 - San Mauro di Bavaria, † 1918)
- Mario Flores, militare italiano (Bergamo, n. 1919 - Cremona, † 1943)
- Mario Fontana, militare e partigiano italiano (La Spezia, n. 1897 - Firenze, † 1948)
- Mario Francescatto, militare italiano (Modave, n. 1915 - Shesh i Malit, † 1940)
- Mario Fregonara, militare italiano (Trecate, n. 1899 - Monte Golico, † 1941)
- Mario Fusetti, militare italiano (Milano, n. 1893 - Sass de Stria, † 1915)

## G(10)
- Mario Galli, militare e aviatore italiano (Sesto San Giovanni, n. 1906 - Lechemti, † 1936)
- Mario Ghisleni, militare e carabiniere italiano (Bergamo, n. 1907 - nave ospedale Gradisca, † 1936)
- Mario Giannuzzi, militare e politico italiano (Altamura, n. 1775 - Altamura, † 1849)
- Mario Giaretto, militare italiano (Torino, n. 1913 - Dei Alinda, † 1942)
- Mario Gigante, ufficiale italiano (Napoli, n. 1898 - Santi Quaranta, † 1943)
- Mario Ginocchio, militare e partigiano italiano (Montemoggio di Borzonasca, n. 1923 - Appennino ligure, † 1944)
- Mario Giuliano, militare e aviatore italiano (Torino, n. 1901 - Alessandria d'Egitto, † 1942)
- Mario Ugo Gordesco, militare e aviatore italiano (Arcola, n. 1884 - Bushehr, † 1920)
- Mario Gramsci, militare italiano (Sorgono, n. 1893 - Varese, † 1945)
- Mario Granbassi, militare e giornalista italiano (Trieste, n. 1907 - guerra di Spagna, † 1939)

## I(2)
- Mario Iacovitti, militare italiano (Tufillo, n. 1921 - Roma, † 1993)
- Mario Ingrellini, militare e aviatore italiano (Lucca, n. 1915 - Cielo del Mediterraneo, † 1942)

## L(2)
- Mario Lalli, militare italiano (Pola, n. 1919 - Ponte San Luigi, † 1940)
- Mario Lupo, militare e partigiano italiano († 1944)

## M(14)
- Mario Magri, militare e partigiano italiano (Arezzo, n. 1897 - Roma, † 1944)
- Mario Marino, militare e marinaio italiano (Salerno, n. 1914 - Salerno, † 1982)
- Mario Martinoni, militare svizzero (Minusio, n. 1896 - Lugano, † 1981)
- Mario Mascia, militare italiano (Avellino, n. 1917 - Garavan, † 1940)
- Mario Masciulli, militare italiano (Livorno, n. 1909 - Caracas, † 1991)
- Mario Mastrangelo, militare italiano (La Spezia, n. 1900 - Cefalonia, † 1943)
- Mario Merlin, militare italiano (Chioggia, n. 1887 - Altopiano della Bainsizza, † 1917)
- Mario Milano, militare e marinaio italiano (Termoli, n. 1907 - Mar Mediterraneo, † 1941)
- Mario Mona, militare italiano (Roma, n. 1893 - Butera, † 1943)
- Mario Montefusco, militare e aviatore italiano (Roma, n. 1912 - Nordafrica, † 1941)
- Mario Morosi, militare italiano (Firenze, n. 1906 - Altipiano Kurvelesh, † 1941)
- Mario Muccini, militare e scrittore italiano (Livorno, n. 1895 - Firenze, † 1961)
- Mario Musco, militare italiano (Ponza, n. 1912 - Borgo Tellini, † 1940)
- Mario Musso, militare italiano (Saluzzo, n. 1876 - Straniger Alm, † 1915)

## N(5)
- Mario Naldini, ufficiale italiano (Firenze, n. 1947 - Ramstein-Miesenbach, † 1988)
- Mario Nani Mocenigo, militare, marinaio e storico italiano (Venezia, n. 1875 - Merano, † 1943)
- Mario Nocera, militare italiano (Termoli, n. 1969)
- Mario Nomis di Cossilla, militare e politico italiano (Chiavari, n. 1874 - Roma, † 1946)
- Mario Nudi, militare e poliziotto italiano (Roma, n. 1912 - Dongo, † 1945)

## P(5)
- Mario Paolini, militare e partigiano italiano (Massa, n. 1920 - Massa, † 1944)
- Mario Paolucci, militare italiano (Berna, n. 1908 - Schterowka, † 1942)
- Mario Pierangeli, militare italiano (Tivoli, n. 1957 - Montelibretti, † 2000)
- Mario Placanica, ex militare italiano (Catanzaro, n. 1980)
- Mario Ponzio di San Sebastiano, militare italiano (Novara, n. 1899 - † 1972)

## R(9)
- Mario Ricci, militare italiano (Cortona, n. 1914 - Pont de Molins, † 1939)
- Mario Rigoni Stern, militare e scrittore italiano (Asiago, n. 1921 - Asiago, † 2008)
- Mario Riva, militare e partigiano italiano (Lentate sul Seveso, n. 1900 - Kolašin, † 1943)
- Mario Rizzatti, militare italiano (Fiumicello, n. 1892 - Castel di Decima, † 1944)
- Mario Roselli Cecconi, militare italiano (Firenze, n. 1881 - Saragozza, † 1939)
- Mario Rossani, militare italiano (Cassano delle Murge, n. 1890 - Monte Corno, † 1918)
- Mario Rossetto, militare, manager e scrittore italiano (Sanremo, n. 1915 - San Donato Milanese, † 2015)
- Mario Rufini, militare e partigiano italiano (Roma, n. 1919 - Tetto Boa, † 1944)
- Mario Ruta, militare e marinaio italiano (Napoli, n. 1911 - Canale di Sicilia, † 1940)

## S(3)
- Mario Savini, militare italiano (Roma, n. 1915 - Africa Settentrionale Italiana, † 1942)
- Mario Scoto, militare scozzese (Galloway)
- Mario Giovanni Spotti, militare italiano (San Benedetto Po, n. 1902 - † 1942)

## T(5)
- Mario Tadini, militare e aviatore italiano (Castano Primo, n. 1914 - Quoram, † 1936)
- Mario Terán, militare boliviano (Cochabamba, n. 1942 - Santa Cruz de la Sierra, † 2022)
- Mario Trabucchi, militare e aviatore italiano (Terni, n. 1908 - Pantelleria, † 1942)
- Mario Trotta, militare italiano (Esperia, n. 1947)
- Mario Turba, militare e aviatore italiano (Roma, n. 1909 - Cielo della Sardegna, † 1942)

## U(1)
- Mario Ulivelli, militare italiano (Firenze, n. 1914 - Benafer, † 1938)

## V(3)
- Mario Valli, militare italiano
- Mario Vietri, militare italiano (Montoro Inferiore, n. 1962)
- Mario Visintini, militare e aviatore italiano (Parenzo, n. 1913 - Monte Bizén, † 1941)